# Neuperlach Zentrum (metrostation)
Neuperlach Zentrum is een metrostation in de wijk Perlach van de Duitse stad München. Het station werd geopend op 18 oktober 1980 en wordt bediend door de lijnen U5 en  U7 van de metro van München.